# Цао Цзе (евнух)
Ца́о Цзе (кит. трад. 曹節, ? — 181), взрослое имя Ханьфэн (кит. трад. 漢豐) — дворцовый евнух при ханьских императорах Шунь-ди, Хуань-ди и Лин-ди. Один из главных огранизаторов разгрома и проскрипций реформистской партии в начале правления императора Лин-ди. Безжалостно устраняя врагов, смог сохранить высокое положение и влияние до самой смерти.

## Биография
Цао Цзе родился в области Наньян и происходил из семьи старших чиновников. Цао Цзе стал евнухом и во время правления Шунь-ди вошёл в императорский двор. Как близкий соратник «главного генерала» (大將軍) Лян Шана, он был другом его сына и наследника Лян Цзи. При Хуань-ди он занимал должность «управляющего императорским экипажем» (奉車都尉), бывшую синекурой. Несмотря на связи с кланом Лян, когда он был уничтожен в 159 году, Цао Цзе не пострадал.
В 168 году умер Хуань-ди, и регентство оказалось в руках у вдовствующей императрицы Доу и её отца Доу У. Они возвели на престол Лин-ди. Цао Цзе возглавлял процессию, которая привела юного императора в столицу, и был пожалован знатным титулом. Тем временем накалялось противостояние между партией конфуцианских учёных-реформистов и дворцовыми евнухами, лидерами которых были Цао Цзе и Ван Фу. Осенью Чэнь Фань и Доу У планировали убить евнухов, но евнухи прознали о заговоре и ударили первыми, взяв под свой контроль императора и добившись того, чтобы их противники были объявлены мятежниками. После этого верные евнухам силы во главе с Цао Цзе подавили сопротивление. Доу У и Чэнь Фань погибли, а вдовствующая императрица была заточена под домашний арест во Дворце постоянной радости, где Цао Цзе стал «командующим стражи» (衛尉).
Цао Цзе использовал полученное влияние, чтобы начать кампанию проскрипций и преследования против Ли Ина и других сторонников реформ. Вскоре после этого он тяжело заболел, но потом выздоровел. В 171 году он стал управляющим резиденции новой императрицы Сун. В следующем году в заточении умерла Доу Мяо, и Цао Цзе вместе с Ван Фу пытались добиться того, чтобы её хоронили лишь как наложницу, однако они проиграли в дебатах при дворе Чэнь Цю и Ли Цяню. На дворцовых вратах неизвестный написал, что императрицу убили евнухи. «Инспектор столичного округа» (司隸校尉) Лю Мэн не смог найти виновного и был заменён Дуань Цзюном. Дуань Цзюн начал чистку студентов университета и по указанию Цао Цзе также осудил Лю Мэна. Цао Цзе и Ван Фу также обвинили в подготовке восстания Лю Куя, который был ваном Бохая и братом покойного императора Хуань-ди. Лю Куй был казнён, а Цао Цзе и Ван Фу вознаграждены. Доход владений Цао Цзе увеличился до 7600 дворов.
В 178 году Цай Юн отправил императору запечатанное письмо, в котором критиковал евнухов. Письмо попалок Цао Цзе, и Цай Юна отправили в ссылку. В следующем году «инспектор столичного округа» (司隸校尉) Ян Цю арестовал Ван Фу и его сторонников. Цао Цзе тоже стало страшно за свою жизнь, и он смог убедить императора перевести Ян Цю на другую должность, а потом добился ареста и казни Ян Цю и Чэнь Цю с их сторонниками.
Около 179 года Цао Цзе получил контроль над императорским секретариатом и стал расставлять на должности своих родственников и клиентов. В 181 году он стал управляющим двора императрицы Хэ. В этом же году он умер. Он получил посмертное звание «генерала колесниц и кавалерии» (車騎將軍), а его владение унаследовал его приёмный сын.